# 1149

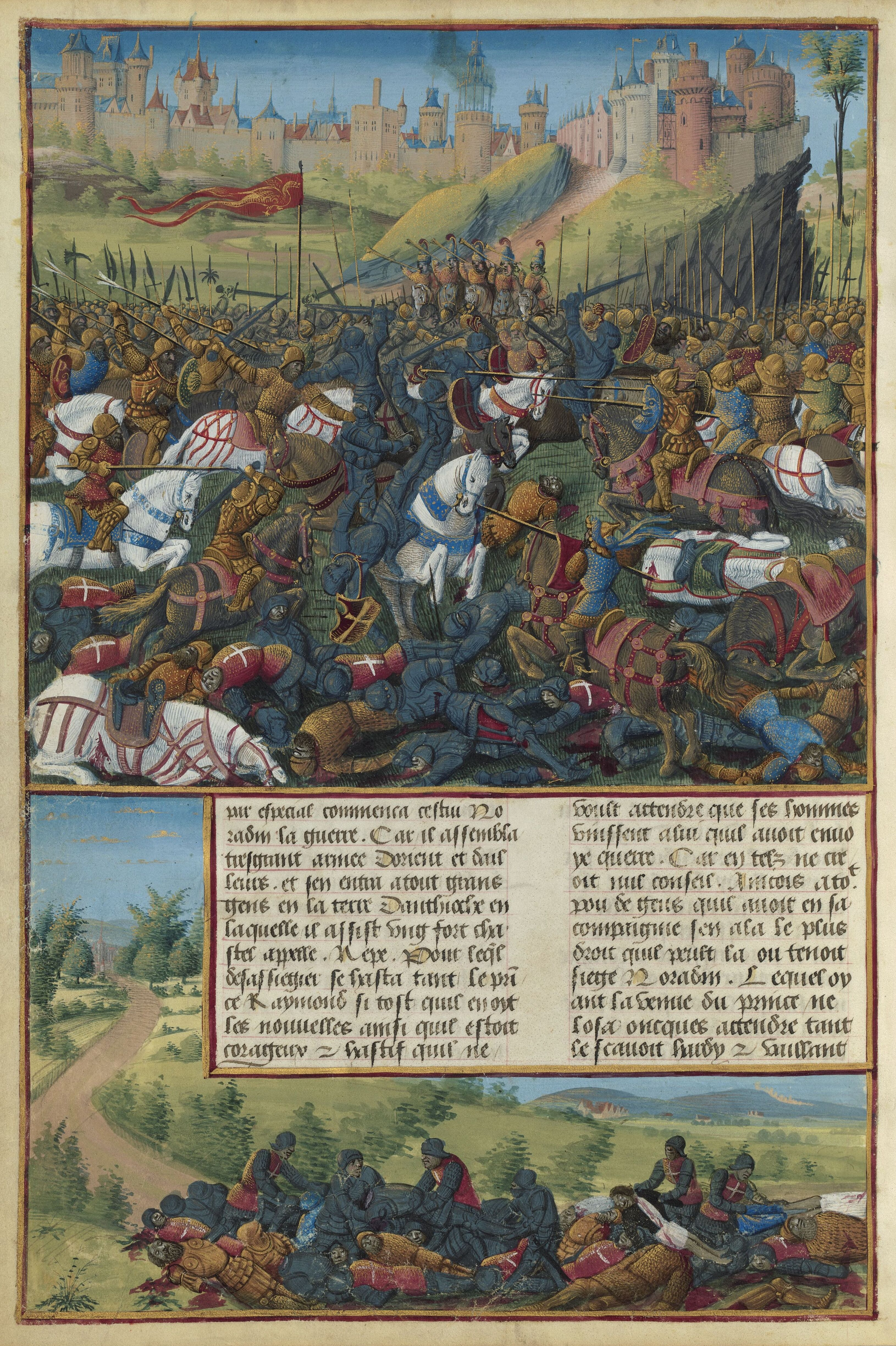
Slag bij Inab

Het jaar 1149 is het 49e jaar in de 12e eeuw volgens de christelijke jaartelling.

## Gebeurtenissen
juni
- 29 - Slag bij Inab: Nur ad-Din, atabeg van Aleppo, verslaat Raymond van Poitiers, vorst van Antiochië, die gesteund wordt door Ali ibn-Wafa, leider van de Assassijnen. Hij verovert enkele forten, en slaat dan vergeefs het beleg op voor Antiochië zelf.

juli
- 15 - De Heilig Grafkerk (het huidige gebouw) in Jeruzalem wordt ingewijd in aanwezigheid van de koningin-moeder Melisende van Jeruzalem en haar zoon Boudewijn.

september
- september - Kiev - Izjaslav II opgevolgd door Joeri Dolgoroeki

zonder datum
- Nur ad-Din verovert Turbessel, en maakt daarmee een definitief einde aan het graafschap Edessa.
- De Almohaden onder Abd al-Mu'min ibn Ali onderwerpen de Barghawata.
- Een oorlog breekt uit tussen Hongarije onder Géza II en het Byzantijnse Rijk onder Manuel I Komnenos.
- De Ysengrimus wordt geschreven (of 1148)
- Thoros II van Armenië trouwt met Isabella van Courtenay
- Voor het eerst vermeld: Huizum, Namêche, Niel, Onkerzele, Waarloos, Zele

## Opvolging
- Bar - Reinoud I opgevolgd door zijn zoon Reinoud II
- Coucy - Engelram II opgevolgd door zijn zoon Rudolf I
- bisdom Doornik - Anselmus opgevolgd door Gerard
- Fatimiden - Abu'l Maimun 'Abdul Majid al-Hafiz opgevolgd door Abu'l Mansur Isma'il al-Zafir
- bisdom Halberstadt - Rudolf I opgevolgd door Ulrich
- Manipur - Loitongba opgevolgd door Atom Yoiremba

## Afbeeldingen

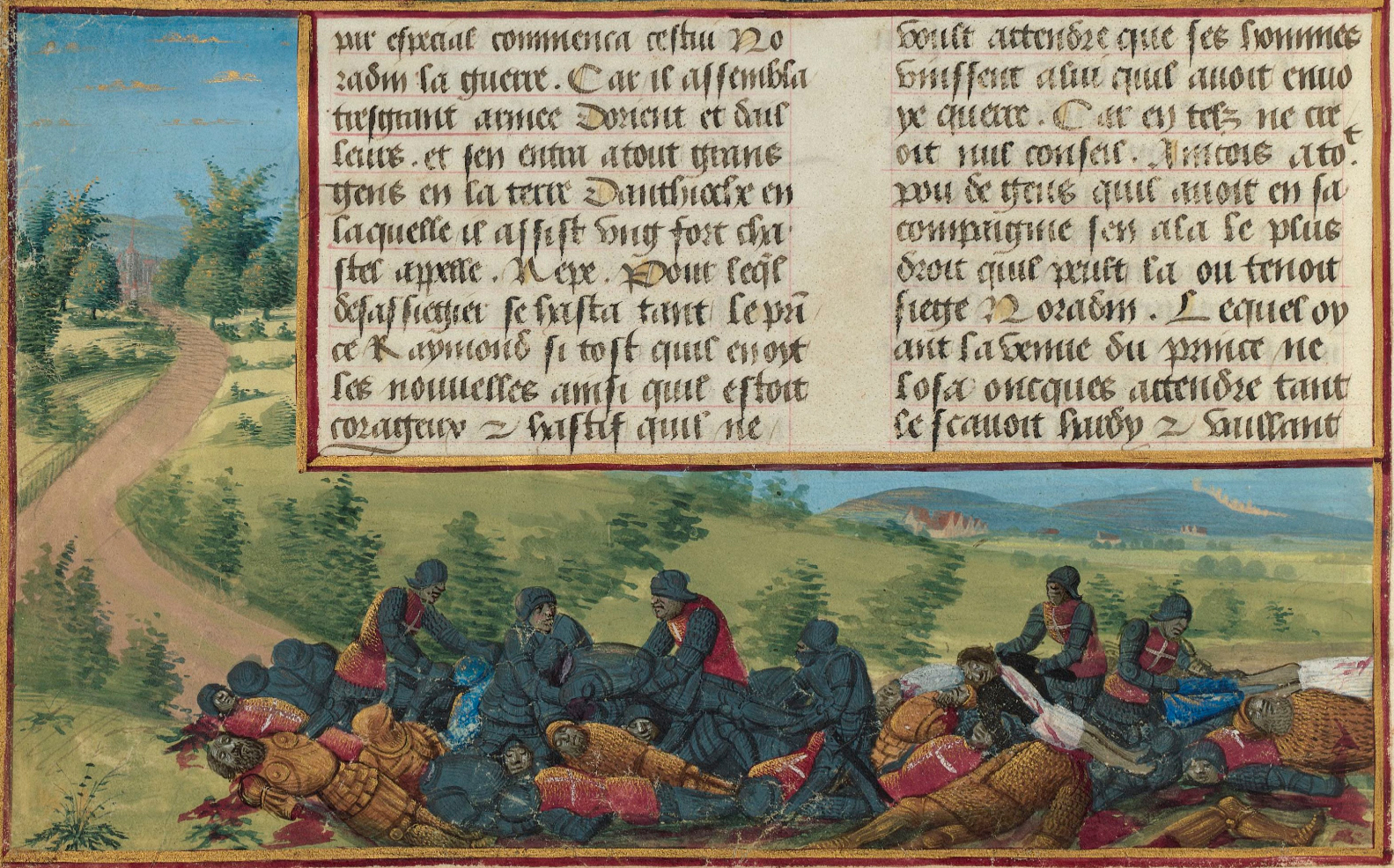
Het lichaam van de gesneuvelde Raymond van Poitiers wordt geborgen
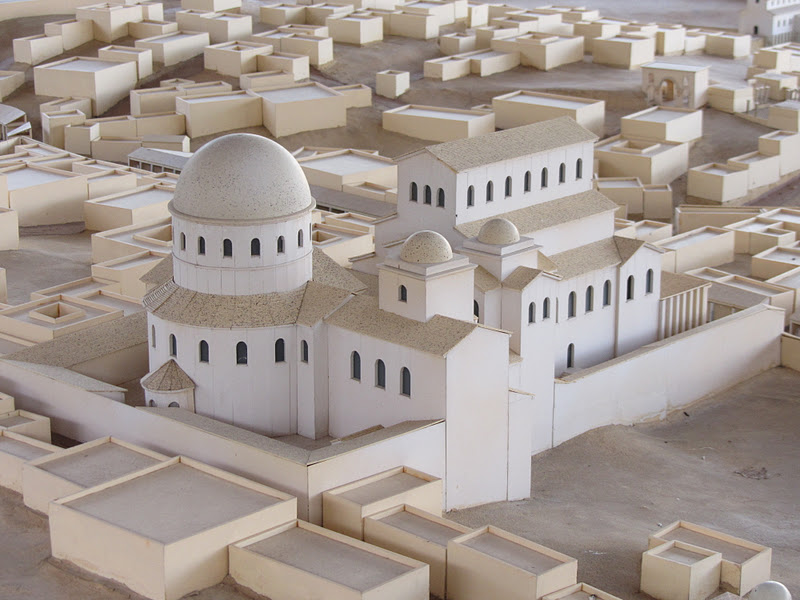
Model van de Heilig Grafkerk

## Geboren
- Albert Avogadro, patriarch van Jeruzalem (jaartal bij benadering)
- Elisabeth van Hongarije, echtgenote van Frederik van Bohemen (jaartal bij benadering)
- Margaritus van Brindisi, grootadmiraal van Sicilië en graaf van Malta (jaartal bij benadering)

## Overleden
- 15 januari - Berengaria van Barcelona (~32), echtgenote van Alfons VII van Castilië
- 10 maart - Reinoud I, graaf van Bar en Verdun
- 29 juni - Ali ibn-Wafa, leider van de Assassijnen (gesneuveld)
- 29 juni - Raymond van Poitiers, echtgenoot van Constance van Antiochië (gesneuveld)
- Qadi Ayyad (~66), Marokkaans-Andalusisch rechtsgeleerde
- Engelram II, heer van Coucy
- Gigo, graaf van Forcalquier